# Emergência Malaia
A Emergência Malaia foi um conflito colonial que aconteceu na Malásia britânica; tratou-se de uma guerra de guerrilha travada entre as forças armadas da Commonwealth e o Exército de Libertação Nacional Malaio (ELNM), o braço militar do Partido Comunista da Malásia, de 1948 a 1960.
A Emergência Malaia foi um termo do governo colonial para o conflito. O ELNM o denominou de Guerra de Libertação Nacional Anti-Britânica. Os plantadores de borracha e as indústrias de mineração de estanho pressionaram para o uso do termo "emergência", uma vez que as perdas não teriam sido cobertas pelas seguradoras Lloyd's se tivesse sido chamado de "guerra".
No contexto da Guerra Fria, a Emergência foi um dos primeiros eventos violentos do conflito e ocorreu simultaneamente a Guerra da Indochina, entre a França e os guerrilheiros do Vietminh. Na história do Império Britânico, a guerra foi uma parte do processo de desmantelamento do domínio imperial nas colônias, ocorrendo entre a concessão da independência da Índia em 1947 e a independência de Israel em 1948 até o discurso "Winds of Change" do primeiro-ministro Harold Macmillan. Em 1957, os ingleses começaram o processo para prepará-los para uma administração pública independente, quando permitiu a formação de um governo por Tunku Abdul Rahman. Ao contrário do exemplo do Vietnã e do restante da Indochina, a insurgência na Malásia foi dirigida por uma minoria étnica, os Tusan, que são chineses do exterior nascidos na Malásia.
Apesar da derrota dos comunistas em 1960, o líder comunista Chin Peng renovaria a insurgência em 1967, que duraria até 1989,  ficando conhecida como Segunda Insurreição Comunista (Segunda Emergência Malaia). Embora as forças armadas australianas e britânicas se retirariam totalmente da Malásia no ano anterior, a insurgência todavia fracassou.